# Daniel Levavasseur
Daniel Louis Luc Levavasseur (1948. január 1. –) francia vívómester.

## Pályafutása
Levavasseur az FC Sochaux csapatában kezdett futballozni és vívni. A Joinville-le-Pont-ban található Inter-Army School of Physical Training and Sportsban vívómesteri bizonyítványt szerzett, majd visszatért Belfortba, hogy segítse első mesterét. Néhány évig saját klubját irányította Besançonban, majd 1981-től 1982-ig a junior francia csapat vezetőedzőjének, majd 1982-től 1984-ig a női labdarúgó- és labdarúgó-válogatott segédedzőjének nevezték ki.
Az 1992-es nyári olimpia után Levavasseur a Racing Club de France vezetőedzője lett, ahol többek között Laura Flessel-Colovic, Sherraine Schalm, Nathalie Moellhausen és Sophie Lamon edzője volt. Ő vezeti a 2008-ban létrehozott Levavasseur Teamet és az Escrime Sans Frontières egyesületet is, amely a világ összes országából, különösen az új vívó országokból érkező vívók képzésével foglalkozik. Képzési programjában az amerikai Maya Lawrence is szerepelt.
2011 májusa óta a kínai válogatott vezetőedzője, Li Na-t segítette a 2011-es világbajnoki címhez, Kínát pedig a 2012-es olimpiai bajnoki címhez, a kilencedik olimpiai aranyérméhez. Levavasseur Sun Yujie személyi edzője is.

## Fordítás
Ez a szócikk részben vagy egészben  a   Daniel Levavasseur című angol Wikipédia-szócikk ezen változatának fordításán alapul.  Az eredeti cikk szerkesztőit annak laptörténete sorolja fel. Ez a jelzés csupán a megfogalmazás eredetét és a szerzői jogokat jelzi, nem szolgál a cikkben szereplő információk forrásmegjelöléseként.